# 성 니콜라오스
성 니콜라오스(그리스어: Άγιος Νικόλαος 아기오스 니콜라오스[*], , 270년 3월 15일 ~ 343년 12월 6일)는 3세기~4세기 동로마 제국에서 활동하였던 기독교의 성직자로, 산타클로스의 유래가 된 인물이기도 하다 성인으로 시성되었으며, 축일은 12월 6일이다.
니콜라오, 니콜라스, 니콜라, 니콜라우스라고도 한다. 상징물은 황금이 든 세 개의 자루이며, 어린이·죄수·선원·그리스·벨기에·불가리아·시칠리아·세르비아·몬테네그로·마케도니아 공화국·슬로바키아·그루지야·로렌·러시아·대한 성공회의 수호 성인이다.
대한민국의 서울에는 그를 수호성인으로 하는 대한성공회 서울주교좌대성당과 정교회 성 니콜라스 대성당이 세워졌다

## 생애
니콜라오스는 270년 (또는 270년과 286년 사이에) 소아시아의 리키아 지방의 파타라에서 태어났다. 매우 유복한 집안 출신이었던 그는 부모를 일찍 여의고 자신에게 막대한 유산이 돌아오자 그것을 모두 가난한 사람들을 위한 자선활동에 사용하였다. 기독교를 믿은 후 가톨릭 사제가 되었고 얼마 지나지 않아 리키아 지방의 도시인 뮈라의 주교로 임명되었다.
당시 뮈라의 주교가 죽고 그 후계자로 마땅한 신부가 없자 다른 지방의 주교들이 모여서 열심히 기도를 했다고 한다. 그러자 하늘에서 “내일 아침 제일 먼저 교회에 들어오는 자를 주교로 삼아라”는 목소리가 들려왔다고 한다. 때마침 니콜라오스는 그 날 뮈라에 찾아왔으며, 다음날 아침 일찍 일어나 제일 먼저 교회에 들어와 참배하였고, 그로 인하여 주교가 되었다고 한다.
303년 로마 황제 디오클레티아누스의 기독교 박해 때 투옥되어 심한 고문을 받았으나, 나중에 콘스탄티누스 1세에 의해 무사히 석방되어 그리스도인들의 쇄신과 선교 활동에 전력을 기울였으며, 제1차 니케아 공의회에도 참가하여 예수 그리스도의 신성을 부인하는 아리우스파 성직자를 때렸다가 투옥되었다. 옥중에 있던 그에게 한밤중에 예수 그리스도와 성모 마리아가 나타났는데, 예수는 그에게 성서를 건네주었고 마리아는 그에게 오모포리온을 어깨 위에 둘러주었다고 한다. 다음날 아침에 경비병이 보니 니콜라오스가 감옥 안에서 오모포리온을 두른 채 성서를 읽고 있었다. 사람들은 이것이 기적이라며 너나할것없이 니콜라오스에게 달려가 그 앞에 무릎을 꿇고 용서를 구했다.
또한 니콜라오스 주교는 예전부터 했던 사회선교를 곧 사회적 약자를 돌보는 일을 더욱 크게 확대시켜 그의 교구는 늘 자금이 넉넉하지 못하여 성직자들이 끼니를 거를 때가 많았다.
그의 행적 가운데 가난한 집안의 세 딸에게 지참금을 준 일화는 매우 유명하다. 세 딸을 둔 한 아버지가 있었는데, 너무 가난해 딸들을 시집보낼 수 없게 되자 사창가로 팔아버릴 결심을 했다. 우연히 이 소식을 들은 니콜라오스는 그 가난한 딸들을 돕고자 했으나 겸손한 성격이었던 그인지라 대놓고 낮에는 못하고 밤중에 남 몰래 창문으로 딸들이 출가하기에 넉넉할 만큼 황금이 들어있는 자루 세 개를 던져 놓고 돌아갔다.
그 덕분에 세 딸은 사창가로 팔려갈 위기를 모면하여, 정당하게 결혼할 수 있었다는 것이다. 이 전설은 수세기를 거치면서 니콜라오스의 축일에 아무도 모르게 선물을 주는 관습으로 발전하였다. 이 외에도 사형 직전에 몰린 무죄한 죄수들을 구출하고, 난파선의 승객들을 구출하는 등 그와 관련된 전설은 부지기수이다.
343년 (또는 326년과 365년 사이에) 니콜라오스가 죽자 그의 명성은 곧 전 유럽에 널리 알려졌으며, 1087년에는 그의 유해를 바리로 이전하여 예배당을 세웠다. 그 후 그 예배당에서 각종 기적들이 일어났다고 한다.
한편, 니콜라오스는 산타클로스의 원형이기도 하다. 라틴어로 성 니콜라오스를 뜻하는 상투스 니콜라우스(Sanctus Nicolaus)를 네덜란드어로는 산테 클라스라 불렀는데, 이 발음이 영어식으로 변형되어 오늘날의 산타클로스가 된 것이다.